# Paradiskullen
Der Paradiskullen in Örnsköldsvik besteht aus mehreren Skisprungschanzen. Zur Anlage gehören drei kleinere Schanzen der Kategorie K 10, K 20, K 35, eine mittlere Schanze der Kategorie K 55 und eine Normalschanze der Kategorie K 90. Die K-62-Schanze wurde 2004 abgerissen. Die Schanzen sind mit Matten belegt.

## Geschichte

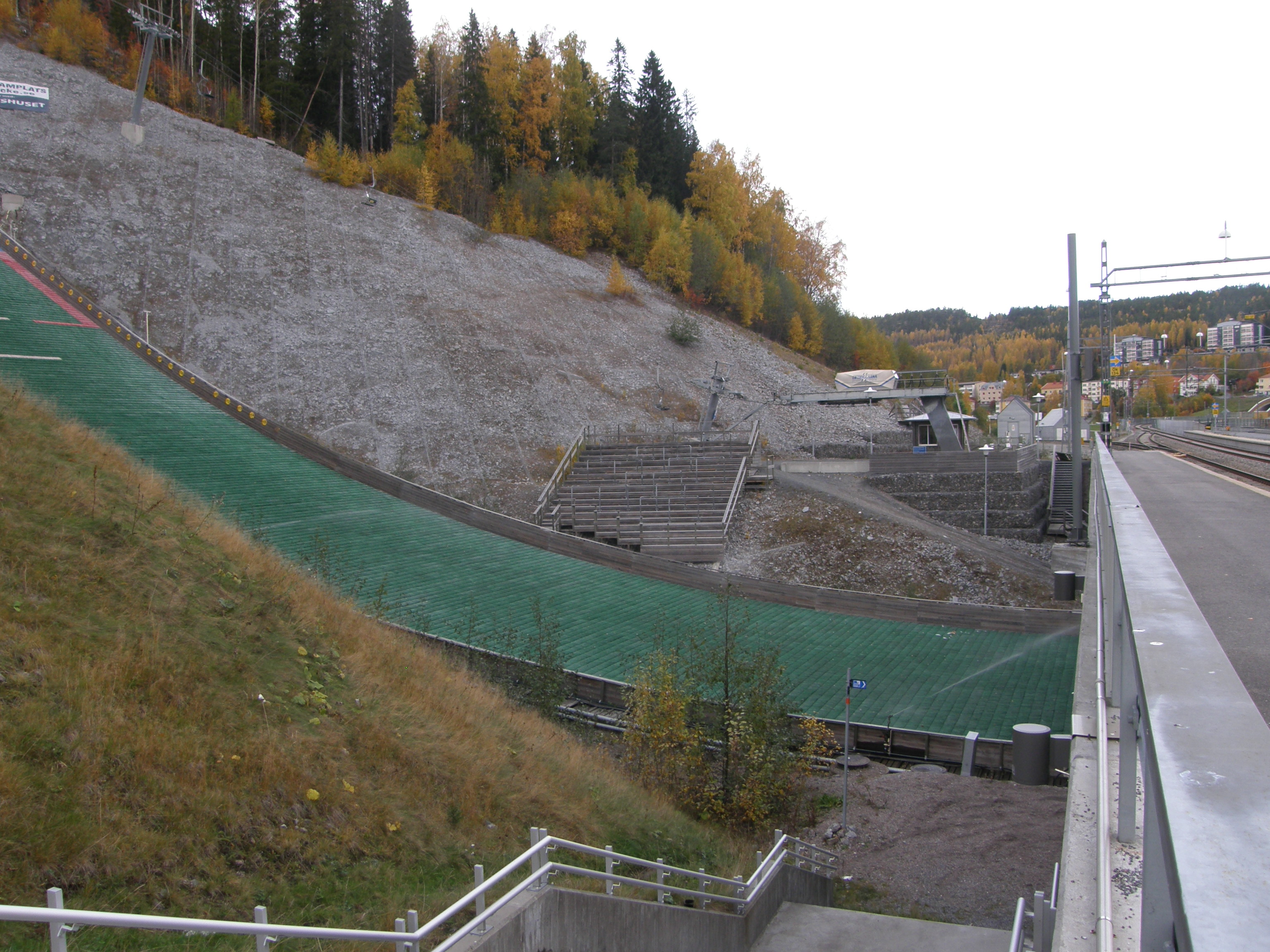
Die Botniabana überquert den Auslauf

Zwischen 1961 und 1992 stand dort die erste Mattenschanze Schwedens. Die Schanze hat sich zum Skisprung- und Kombinationszentrum Schwedens entwickelt. Das Skigymnasium ist das einzige im Land, in dem gesprungen wird; fast alle bekannten schwedischen Springer sind Mitglied des Vereins IF Friska Viljor und wurden am Skigymnasium ausgebildet. Die Junioren-WM fand auf der damaligen K-70-Schanze statt, zwischen 1985 und 1994 wurden Skisprung-Weltcups in Örnsköldsvik ausgetragen.
Wegen des Baus der Botniabana mussten die Schanzen 2004 abgerissen werden. Die K-90-Schanze wurde um 40 m versetzt wieder aufgebaut; die Eisenbahnstrecke führt auf einer Brücke über den Auslauf der Schanze. Auf der Rückseite des Berges wurden vier weitere 2004 eingeweihte Schanzen gebaut. Die K-90-Schanze wurde im Oktober 2005 fertiggestellt.

## Internationale Wettbewerbe
Genannt werden alle von der FIS organisierten Sprungwettbewerbe
| Datum             | Kategorie       | Schanze | 1. Platz                        | 2. Platz            | 3. Platz                |
| ----------------- | --------------- | ------- | ------------------------------- | ------------------- | ----------------------- |
| 28. Februar 1980  | Junioren-WM     | K90     | Steve Collins                   | Wladimir Bojarinzew | Andreas Felder          |
| 5. März 1985      | Weltcup         | K90     | Jiří Parma                      | Miran Tepeš         | Masahiro Akimoto        |
| 4. März 1987      | Weltcup         | K90     | Ari-Pekka Nikkola               | Andreas Felder      | Didier Mollard          |
| 8. März 1989      | Weltcup         | K90     | Jens Weißflog                   | Ari-Pekka Nikkola   | Jan Boklöv              |
| 7. März 1990      | Weltcup         | K90     | Andreas Felder                  | Werner Haim         | Thomas Klauser          |
| 4. März 1992      | Weltcup         | K90     | Ernst Vettori                   | Noriaki Kasai       | Mikael Martinsson       |
| 9. März 1994      | Weltcup         | K90     | Roberto Cecon                   | Kenji Suda          | Jens Weißflog           |
| 16. März 2001     | Continental Cup | K90     | Bernhard Metzler                | Akseli Lajunen      | Emil Westberg           |
| 17. März 2001     | Continental Cup | K90     | Akseli Lajunen                  | Morten Solem        | Kai Bracht              |
| 2. September 2006 | FIS-Cup         | HS100   | Stefan Innerwinkler             | Pawel Karelin       | Anders Johnson          |
| 3. September 2006 | FIS-Cup         | HS100   | Nicolas Fettner                 | Stefan Innerwinkler | Pawel Karelin           |
| 28. August 2010   | FIS-Cup         | HS100   | Anssi Koivuranta                | Fredrik Balkåsen    | Lauri Asikainen         |
| 29. August 2010   | FIS-Cup         | HS100   | Anssi Koivuranta                | Lauri Asikainen     | Carl Nordin             |
| 9. März 2013      | Continental Cup | HS100   | Irina Awwakumowa Julia Kykkänen |                     | Anastassija Gladyschewa |
| 9. März 2013      | Continental Cup | HS100   | Irina Awwakumowa                | Julia Kykkänen      | Ramona Straub           |
| 10. März 2013     | Continental Cup | HS100   | Irina Awwakumowa                | Ramona Straub       | Julia Kykkänen          |